# فييرزو
 فييرزو ، (بالفرنسية: Vierzon)‏، (نطق: vjɛʁ.zɔ̃)، هي بلدية فرنسية في إقليم شير، في منطقة سانتر-فال دو لوار، في فرنسا.

## توأمة
لفييرزو اتفاقيات توأمة مع كل من:
- بيترفلد-فولفن
- الجديدة
- بارسيلوس
- Bitterfeld [الإنجليزية]‏
- رندسبورغ (1975 -)
- هيرفورد
- Kamienna Góra [الإنجليزية]‏
- ميراندا دي إيبرو
- Ronvaux [الإنجليزية]‏
- Wittelsheim [الإنجليزية]‏

## أعلام
- جاكي آفريل
- مارك جيراودون
- داميان روبن
- جورج منير
- ديفيد دا كونا